# Salsabil (cheval)
Salsabil (1987-1996) est une jument de course pur-sang anglais, née en Irlande de l'union de Sadler's Wells et Flame of Tara, par Artaius. Propriété de Cheikh Hamdan Al Maktoum, entraînée par John Dunlop et montée par Willie Carson, elle fut l'une meilleures juments de son époque.

## Carrière de course
Née en Irlande, élevée au haras Kilcarn Stud, Salsabil est acquise yearling par Cheikh Hamdam pour $ 800 000 dollars en 1988. La pouliche est envoyée dans le Sussex chez John Dunlop qui la fait débuter en septembre 1989 sur le petit hippodrome de Nottingham. Salsabil se balade, laissant entrevoir un potentiel sortant de l'ordinaire. Et pourtant, à la surprise générale, elle s'incline, de justesse. Ce qui ne l'empêche pas de se présenter quinze jours plus tard au départ du Prix Marcel Boussac à Longchamp, grimpant quelques étages d'un seul coup. Elle s'impose sans coup férir, dominant Houseproud, futur lauréate de la Poule d'Essai des Pouliches. La voilà propulsée parmi les favoris des classiques du printemps.
De retour à 3 ans, Salsabil fait un retour tonitruant dans une préparatoire aux 1000 Guinées, les Fred Darling Stakes, où elle pulvérise ses adversaires, et pas n'importe lesquelles, Dead Certain, lauréate des Cheveley Park Stakes et Chimes of Freedom, qui avait remporté les Moyglare Stud Stakes. Pouliche à battre dans les 1000 Guinées, elle s'adjuge un premier classique, confirmant qu'elle est bien la numéro 1 en Europe. Un mois plus tard, elle aborde pour la première fois la distance classique dans les Oaks, où on lui oppose la championne In The Groove, qui vient de gagner les 1000 Guinées Irlandaises, le premier des quatre groupe 1 qui devait garnir son palmarès. Salsabil survole l'épreuve, de 5 longueurs, In The Groove est quatrième. Sans rivales chez les pouliches, Salsabil va ensuite défier les mâles dans l'Irish Derby : un défi de taille, puisqu'aucune femelles ne s'est imposé dans cette course depuis Gallinaria en... 1900. Et ce n'est pas un Irish Derby au rabais, puisque se présentent au départ le jumelé gagnant du Derby d'Epsom, Quest For Fame et Blue Stag, ainsi que le très estimé Belmez, futur vainqueur des King George. Mais Salsabil montre encore une fois qu'elle est une championne exceptionnelle et ne se laisse pas approcher par tout ce beau monde.
Voici l'automne. Le meilleur cheval d'Europe s'appelle Salsabil et le Prix de l'Arc de Triomphe doit consacrer son règne. La pensionnaire de John Dunlop reparaît en septembre à Longchamp dans ce Prix Vermeille qui est autant un objectif en soi qu'une dernier marche avant l'Arc. Elle gagne. Mais doit s'employer pour devancer d'une encolure Miss Alleged, qui n'est pas n'importe qui, certes, puisqu'elle va s'offrir une Breeders' Cup Turf l'année suivante, et In The Groove, troisième. La victoire est moins franche, mais la victoire est là, et naturellement Salsabil est la grande favorite du Prix de l'Arc de Triomphe. Il n'y a pas vraiment d'explication au cuisant échec qu'elle y essuie, terminant dixième, juste derrière In The Groove. Pour la première et dernière fois de sa carrière, Salsabil a manqué sa course. Mais c'était la course à ne pas manquer. Rideau.
Timeform lui attribua un rating de 130, qui reflète finalement assez peu son remarquable palmarès. Dans leur livre A Century of Champions, John Randall et Tony Morris la classe au treizième rang des meilleures pouliches entraînées en Angleterre et en Irlande au 20e siècle.

### Résumé de carrière
| Date         | Hippodrome  | Pays        | Course                                  | Statut      | Distance    | Jockey      | Place       | Écart       | Vainqueur ou deuxième |
| 1989, 2 ans  | 1989, 2 ans | 1989, 2 ans | 1989, 2 ans                             | 1989, 2 ans | 1989, 2 ans | 1989, 2 ans | 1989, 2 ans | 1989, 2 ans | 1989, 2 ans           |
| ------------ | ----------- | ----------- | --------------------------------------- | ----------- | ----------- | ----------- | ----------- | ----------- | --------------------- |
| 4 septembre  | Nottingham  | Royaume-Uni | Usher Walker Maiden Fillies' Stakes     | Maiden      | 1 200 m     | W. Carson   | 1er / 12    | 3           | Sahara Baladee        |
| 22 septembre | Newbury     | Royaume-Uni | Jock Collier Memorial Stakes Graduation |             | 1 400 m     | W. Carson   | 2e / 10     | cte tête    | Free At Last          |
| 8 octobre    | Longchamp   | France      | Prix Marcel Boussac                     | Gr. 1       | 1 600 m     | W. Carson   | 1er / 15    | 2           | Houseproud            |
| 1990, 3 ans  |             |             |                                         |             |             |             |             |             |                       |
| 20 avril     | Newbury     | Royaume-Uni | Fred Darling Stakes                     | Gr. 3       | 1 500 m     | W. Carson   | 1er / 8     | 6           | Haunting Beauty       |
| 3 mai        | Newmarket   | Royaume-Uni | 1000 Guineas                            | Gr. 1       | 1 600 m     | W. Carson   | 1er / 10    | 3/4         | Heart of Joy          |
| 9 juin       | Epsom       | Royaume-Uni | Oaks                                    | Gr. 1       | 2 400 m     | W. Carson   | 1er / 8     | 5           | Game Plan             |
| 1er juillet  | Curragh     | Irlande     | Irish Derby                             | Gr. 1       | 2 400 m     | W. Carson   | 1er / 9     | 3/4         | Deploy                |
| 16 septembre | Longchamp   | France      | Prix Vermeille                          | Gr. 1       | 2 400 m     | W. Carson   | 1er / 9     | enc.        | Miss Alleged          |
| 7 octobre    | Longchamp   | France      | Prix de l'Arc de Triomphe               | Gr. 1       | 2 400 m     | W. Carson   | 10e / 21    | 9           | Saumarez              |

## Au haras
Retirée à Shadwell Stud, Salsabil allait s'avérer bonne poulinière. Elle a eu cinq foals :
- Firdous (Nashwan)
- Bint Salsabil (Nashwan) : Rockfel Stakes (Gr.3), 2e Nell Gwyn Stakes (Gr.3), Prix de la Nonette (Gr.3), 4e Sun Chariot Stakes (Gr.2).
- Sahm (Mr. Prospector) : Knickerbocker Handicap (Gr.2), 2e Kelso Handicap (Gr.2).
- Muhaba (Mr. Prospector)
- Alabaq (Riverman) : Premio Bagutta (Gr.3), 2e Winter Hill Stakes (Gr.3), 3e Ribblesdale Stakes (Gr.2), 4e Fillies Mile.

Salsabil meurt prématurément, en 1996, des suites d'un cancer du colon. Elle est enterrée dans son haras.

## Origines
Salsabil est l'une des premières championnes issues de Sadler's Wells, et sa formidable saison 1990 contribua pour beaucoup à l'obtention du premier des quelque quatorze titres de tête de liste des étalons en Angleterre et en Irlande de celui qui allait régner sur l'élevage européen durant une quinzaine d'années. La mère de Salsabil, Flame of Tara (fille d'Artaius, vainqueur des Sussex Stakes et des Eclipse Stakes, mais médiocre étalon), était l'une des meilleures pouliches de sa génération : lauréate des Coronation Stakes et des Pretty Polly Stakes, deux courses labellisées groupe 2 à son époque, elle se classa aussi deuxième des Champion Stakes. Flame of Tara est une descendante de la jument-base Aloe (1926), dont descendent aussi les grands champions Pebbles, Nashwan, Round Table ou Go For Wand. Elle s'est avérée une poulinière exceptionnelle, dont voici une liste sélective des produits : 
- Nearctic Flame (1986, Sadler's Wells) : 3e Ribblesdale Stakes (Gr.2). Mère de :
  - Blushing Flame (Blushing Groom) : Curragh Cup (Gr.3).
- Salsabil (1987, Sadler's Wells)
- Marju (1988, Last Tycoon) : St. James's Palace Stakes, 2e Derby, étalon de premier plan, père de huit vainqueur de groupe 1.
- Danse Royale (1990, Caerleon) : Prix de Psyché (Gr.3), 3e Irish 1000 Guineas, Pretty Polly Stakes, Meld Stakes (Gr.3).
- Song of Tara (1992, Sadler's Wells) : 3e Geoffrey Freer Stakes (Gr.2), Brigadier Gerard Stakes (Gr.3), Meld Stakes (Gr.3).
- Flame of Athens (1993, Royal Academy) : Railway Stakes (Gr.3).
- Spirit of Tara (1987, Sadler's Wells) : 2e Blandford Stakes (Gr.2). Mère de : 
  - Echo of Light (Dubai Millennium) : Prix Daniel Wildenstein, Summer Stakes (Gr.3), Prix Gontaut-Biron, Strensall Stakes (Gr.3), 3e Premio Vittorio di Capua.
  - Irish History (Dubawi) : 3e Coronation Stakes.
  - Flame of Gibraltar (Rock of Gibraltar) : 2e Ribblesdale Stakes (Gr.2).
  - Akarem (Kingmambo) : 3e Curragh Cup (Gr.3).
- Rose of Tara (1996, Generous). Mère de : 
  - Essential Edge (Storm Cat) : Canadian Stakes (Gr.2).

### Pedigree
| Origines de Salsabil (GB), femelle baie née en 1987 | Origines de Salsabil (GB), femelle baie née en 1987 | Origines de Salsabil (GB), femelle baie née en 1987 | Origines de Salsabil (GB), femelle baie née en 1987 |
| --------------------------------------------------- | --------------------------------------------------- | --------------------------------------------------- | --------------------------------------------------- |
| Père Sadler's Wells 1981                            | Northern Dancer 1961                                | Nearctic                                            | Nearco                                              |
| Père Sadler's Wells 1981                            | Northern Dancer 1961                                | Nearctic                                            | Lady Angela                                         |
| Père Sadler's Wells 1981                            | Northern Dancer 1961                                | Natalma                                             | Native Dancer                                       |
| Père Sadler's Wells 1981                            | Northern Dancer 1961                                | Natalma                                             | Almahmoud                                           |
| Père Sadler's Wells 1981                            | Fairy Bridge 1975                                   | Bold Reason                                         | Hail to Reason                                      |
| Père Sadler's Wells 1981                            | Fairy Bridge 1975                                   | Bold Reason                                         | Lalun                                               |
| Père Sadler's Wells 1981                            | Fairy Bridge 1975                                   | Special                                             | Forli                                               |
| Père Sadler's Wells 1981                            | Fairy Bridge 1975                                   | Special                                             | Thong                                               |
| Mère Flame of Tara 1980                             | Artaius 1974                                        | Round Table                                         | Princequillo                                        |
| Mère Flame of Tara 1980                             | Artaius 1974                                        | Round Table                                         | Knights Daughter                                    |
| Mère Flame of Tara 1980                             | Artaius 1974                                        | Stylish Pattern                                     | My Babu                                             |
| Mère Flame of Tara 1980                             | Artaius 1974                                        | Stylish Pattern                                     | Sunset Gun                                          |
| Mère Flame of Tara 1980                             | Welsh Flame 1973                                    | Welsh Pageant                                       | Tudor Melody                                        |
| Mère Flame of Tara 1980                             | Welsh Flame 1973                                    | Welsh Pageant                                       | Picture Light                                       |
| Mère Flame of Tara 1980                             | Welsh Flame 1973                                    | Electric Flash                                      | Crepello                                            |
| Mère Flame of Tara 1980                             | Welsh Flame 1973                                    | Electric Flash                                      | Lightning (Famille 2-f)                             |